# Dodekakarbonyl tetrakobaltu
Dodekakarbonyl tetrakobaltu je chemická sloučenina patřící mezi karbonyly kovů, se vzorcem Co4(CO)12, černá pevná látka nerozpustná ve vodě, která se na vzduchu snadno oxiduje.

## Příprava a struktura
Dodekakarbonyl tetrakobaltu se připravuje dekarbonylací oktakarbonylu dikobaltu (Co2(CO)8):
2 Co2(CO)8 → Co4(CO)12 + 4 CO
Co4 jádro je tetraedrické, ale symetrie molekuly je typu C3v. Tři z dvanácti karbonylových ligandů jsou můstkové a devět koncových.
Vzdálenost Co-Co činí průměrně 249,9 pm, délka vazeb C-O 113,3 pm a velikost úhlu Co-C-O 177,5°.
Stejnou C3v strukturu má také dodekakarbonyl tetrarhodia (Rh4(CO)12), dodekakarbonyl tetrairidia (Ir4(CO)12) ale vykazuje dokonalou Td symetrii bez můstkových karbonylů.
Komplexy Rh4 a Ir4 jsou tepelně stálejší než u Co4. Teoreticky předpovězená a experimentálně zjištěná struktura dodekakarbonylu tetrakobaltu se liší.